# Ryojius
Ryojius Saito & Ono, 2001 è un genere di ragni appartenente alla famiglia Linyphiidae.

## Etimologia
Il nome del genere è in onore dell'aracnologo giapponese Ryoji Oi.

## Distribuzione
Le tre specie oggi note di questo genere sono state rinvenute in Giappone e Cina.

## Tassonomia
Dal 2006 non sono stati esaminati esemplari di questo genere.
A dicembre 2012, si compone di tre specie:
- Ryojius japonicus Saito & Ono, 2001[3] — Giappone
- Ryojius nanyuensis (Chen & Yin, 2000) — Cina
- Ryojius occidentalis Saito & Ono, 2001 — Giappone